# Авдотья Павлівна (фільм, 1966)
«Авдотья Павлівна» (рос. «Авдотья Павловна») — радянський художній фільм 1966 року, знятий на Одеській кіностудії.

## Сюжет
Перші повоєнні роки. Директор невеликої селекційної станції Авдотья Павлівна не відразу переконується в антинауковості офіційного лисенківського напрямку в біології. А переконавшись, їде в колгосп рядовим агрономом, де працює над виведенням нового сорту пшениці на основі гнаної лисенківцями хромосомної теорії спадковості. І врешті-решт добивається переконливих успіхів.

## У ролях
- Зінаїда Дехтярьова — Авдотья Павлівна Бєлобородова, селекціонер, агроном
- Валентина Владимирова — Ніна, вчитель ботаніки, дружина директора школи
- Ізольда Ізвицька — Нюра, подруга Авдотьї
- Іван Дмитрієв — Сергій Петрович Шамрай, професор, старший науковий співробітник селекційної станції
- Микола Гринько — Іван, директор школи, чоловік вчительки Ніни (роль озвучив інший артист)
- Зиновій Гердт — Самуїл Якович Горбіс, селекціонер
- Галина Бутовська — епізод
- Галина Горячева — епізод
- В. Каленков — епізод
- Семен Лихогоденко — голова колгоспу
- Едуард Бредун — Паша
- Олександр Мілюков — епізод
- Андрій Вілінський-Боголюбов — Боголюбов
- А. Гризан — епізод
- Леонід Жуковський — епізод
- Марк Терещенко — епізод

## Знімальна група
- Режисер-постановник: Олександр Муратов
- Сценаристи: Олександр Муратов, Ігор Муратов
- Режисери: Валерій Ісаков, В. Сенаткін
- Оператор-постановник: Володимир Снежко
- Художник-постановник: Юрій Богатиренко
- Художник-декоратор: Євгенія Ліодт
- Художник по костюмах: Зетта Лагутіна
- Художники по гриму: Зоя Губіна, Вікторія Курносенко
- Режисер монтажу: Ольга Харькова
- Редактор: Василь Решетников
- Звукооператор: Володимир Курганський
- Композитор та диригент: Олег Каравайчук
- Директор картини: Серафима Беніова